# قانون الحد الأدنى للأجور
قانون الحد الأدنى للأجور هو مجموعة القوانين التي تحظر على أصحاب العمل تعيين موظفين أو عمال بأقل من الحد الأدنى للأجور بالساعة أو اليوم أو الشهر المنصوص من الحكومة. أكثر من 90٪ من بلدان العالم لديها نوع من تشريعات الحد الأدنى للأجور.

## التاريخ
حتى وقت قريب، كانت قوانين الحد الأدنى للأجور عادة شديدة التركيز. في الولايات المتحدة وبريطانيا العظمى، على سبيل المثال، كانوا يطبقون فقط على النساء والأطفال. فقط بعد الكساد الكبير قامت العديد من الاقتصادات الصناعية بتوسيعها لتشمل قوة العمل العامة. حتى في ذلك الوقت، كانت القوانين في كثير من الأحيان خاصة بصناعات معينة. في فرنسا، على سبيل المثال، كانت بمثابة امتداد لتشريعات نقابات العمال القائمة. في الولايات المتحدة، اعتبرت قيود الأجور الخاصة بالصناعة غير دستورية. أنشأ قانون معايير العمل العادل في البلاد لعام 1938 حدًا أدنى وطنيًا موحدًا للأجور للعمال غير الزراعيين وغير الخاضعين للإشراف. تم تمديد التغطية لاحقًا إلى معظم القوى العاملة.
- في عام 1894، أنشأت نيوزيلندا مجالس التحكيم هذه بموجب قانون التوفيق والتحكيم الصناعي
- في عام 1896، أنشأت مستعمرة فيكتوريا بأستراليا مجالس مماثلة
- في عام 1907، صدر قرار Harvester في أستراليا. الذي حدد «أجرًا حيًا» للرجل وزوجته وطفليه «للعيش في راحة مقتصدة»
- في عام 1909، تم سن قانون المجالس التجارية في المملكة المتحدة، وإنشاء أربعة مجالس من هذا القبيل
- في عام 1912، حددت ولاية ماساتشوستس بالولايات المتحدة حدًا أدنى للأجور للنساء والأطفال
- في الولايات المتحدة، تم إدخال الحد الأدنى القانوني للأجور لأول مرة على المستوى الوطني في عام 1938 [2]
- في الستينيات، تم إدخال قوانين الحد الأدنى للأجور في أمريكا اللاتينية كجزء من التحالف من أجل التقدم؛ لكن هذا الحد الأدنى للأجور كان ولا يزال منخفضاً [3]

## قانون الحد الأدنى للأجور حسب البلد

### أستراليا
الحد الأدنى الوطني الأسترالي للأجور هو الحد الأدنى لمعدل الأجر الأساسي لساعات العمل العادية لأي موظف غير مشمول بمنحة حديثة أو اتفاق. في عام 1896 في فيكتوريا، أستراليا، نص تعديل على قانون المصانع على إنشاء مجلس للأجور. لم يحدد مجلس الأجور حدًا أدنى عالميًا للأجور؛ بل حددت أجوراً أساسية لستة صناعات اعتُبرت ذات أجور منخفضة. صدر لأول مرة كتجربة مدتها أربع سنوات، وتم تجديد مجلس الأجور في عام 1900 وأصبح دائمًا في عام 1904 ؛ بحلول ذلك الوقت غطت 150 صناعة مختلفة. بحلول عام 1902، شكلت ولايات أسترالية أخرى، مثل نيو ساوث ويلز وأستراليا الغربية، مجالس للأجور. تأسس مفهوم «الأجر الأساسي» في عام 1907 بإصدار حكم الحصاد. في أستراليا، في 14 ديسمبر 2005، تم إنشاء اللجنة الأسترالية للأجور العادلة بموجب قانون تعديل علاقات مكان العمل (خيارات العمل) لعام 2005 المسؤولة عن تعديل الحد الأدنى الفيدرالي للأجور،  لتحل محل دور لجنة العلاقات الصناعية الأسترالية التي تولت عروض من مجموعة متنوعة من المصادر لتحديد الحد الأدنى المناسب للأجور. تم استبدال لجنة الأجور العادلة الأسترالية بـ Fair Work Australia في عام 2010.

### البرازيل
منذ بلانو ريال، يتم تعديل الحد الأدنى للأجور البرازيلي سنويًا. يمكن رؤية البيانات التاريخية والمعدل التقريبي باللدولار الأمريكي في الجدول أدناه.
| تاريخ البدء (يوم / شهر / سنة) | القيمة (R $) | القيمة (دولار أمريكي) |
| ----------------------------- | ------------ | --------------------- |
| 01/07/1994                    | 64,79        | 70,96                 |
| 01/09/1994                    | 70,00        | 81,30                 |
| 01/05/1995                    | 100,00       | 104,82                |
| 01/05/1996                    | 112,00       | 109.06                |
| 01/05/1997                    | 120,00       | 108,89                |
| 01/05/1998                    | 130,00       | 95,45                 |
| 01/05/1999                    | 136,00       | 74,52                 |
| 03/04/2000                    | 151,00       | 79,85                 |
| 01/04/2001                    | 180,00       | 73,71                 |
| 01/04/2002                    | 200,00       | 63,88                 |
| 01/04/2003                    | 240,00       | 82,08                 |
| 01/05/2004                    | 260,00       | 91,48                 |
| 01/05/2005                    | 300,00       | 130,82                |
| 01/04/2006                    | 350,00       | 162,52                |
| 01/04/2007                    | 380,00       | 201، 60               |
| 01/03/2008                    | 415,00       | 218,67                |
| 01/02/2009                    | 465,00       | 236، 27               |
| 01/01/2010                    | 510,00       | 293,77                |
| 01/01/2011                    | 540,00       | 332,92                |
| 2011/03/01                    | 545,00       | 336,00                |
| 01/01/2012                    | 622,00       | 348.08                |
| 01/01/2013                    | 678,00       | 331,38                |
| 01/01/2014                    | 724,00       | 302,80                |
| 01/01/2015                    | 788,00       | 280,33                |
| 01/2016                       | 880,00       | 225,41                |
| 01/01/2017                    | 937,00       | 283,94                |

في البرازيل، تؤدي كل زيادة في الحد الأدنى للأجور إلى عبء كبير على الميزانية الفيدرالية، لأن الحد الأدنى للأجور مرتبط بمزايا الضمان الاجتماعي والبرامج الحكومية الأخرى والرواتب.

### كندا
بموجب الدستور الكندي لتقسيم السلطات الفيدرالية بين المقاطعات، تقع مسؤولية سن قوانين العمل وإنفاذها على عاتق المقاطعات العشر؛ كما تم منح الأقاليم الثلاثة هذه السلطة بموجب التشريعات الفيدرالية. هذا يعني أن كل مقاطعة وإقليم لها الحد الأدنى للأجور الخاص بها. تسمح بعض المقاطعات بدفع أجور منخفضة لعمال الخمور و / أو للموظفين عديمي الخبرة.
يمكن للحكومة الفيدرالية من الناحية النظرية تحديد معدلات الحد الأدنى للأجور الخاصة بها للعاملين في صناعات الولاية القضائية الفيدرالية (السكك الحديدية بين المقاطعات، على سبيل المثال). اعتبارًا من عام 2006، يتم تعريف الحد الأدنى الفيدرالي للأجور على أنه معدل الحد الأدنى العام للأجور للبالغين في المقاطعة أو الإقليم الذي يتم فيه تنفيذ العمل. وهذا يعني، على سبيل المثال، أن شركة السكك الحديدية المشتركة بين المقاطعات لا يمكنها قانونًا أن تدفع للعامل في كولومبيا البريطانية أقل من 10.45 دولارًا في الساعة بغض النظر عن خبرة العامل.

### جمهورية الصين الشعبية
وضعت وزارة الموارد البشرية والضمان الاجتماعي أول قانون للحد الأدنى للأجور في جمهورية الصين الشعبية في 1 آذار / مارس 2004. تم وضع اللوائح الخاصة بالحد الأدنى للأجور في المؤسسات  من أجل «ضمان الاحتياجات الأساسية للعامل وأسرته، للمساعدة في تحسين أداء العمال وتعزيز المنافسة العادلة بين الشركات». تم تحديد حد أدنى شهري للأجور للعاملين بدوام كامل، والحد الأدنى للأجور بالساعة للعمال بدوام جزئي. يُسمح للمقاطعات والبلديات ومناطق الحكم الذاتي بالتشريعات الخاصة بالحد الأدنى للأجور المنفصل عن الحد الأدنى الوطني.
ينص قانون تمت الموافقة عليه في فبراير 2013 على تطبيق حد أدنى للأجور على مستوى البلاد بنسبة 40٪ من متوسط رواتب المدن على مراحل بالكامل بحلول عام 2015. انظر قائمة الحد الأدنى للأجور في الصين (جمهورية الصين الشعبية) للحصول على قائمة بأحدث الحد الأدنى للأجور الشهرية لمختلف المقاطعات أو البلديات في الصين.

### الاتحاد الأوربي
في الاتحاد الأوروبي 18 من أصل 27 دولة عضو لديها حاليًا حد أدنى للأجور على المستوى الوطني. العديد من البلدان، مثل السويد وفنلندا والدنمارك والنمسا وإيطاليا وقبرص ليس لديها قوانين الحد الأدنى للأجور ولكنها تعتمد على مجموعات أرباب العمل والنقابات العمالية لتحديد الحد الأدنى للأجور من خلال المفاوضة الجماعية.

### فرنسا
تم تقديم أول حد أدنى للأجور على مستوى البلاد في فرنسا من خلال قانون الحد الأدنى المضمون للأجور (SMIG - Salaire)، الذي تم إقراره في عام 1950 وصحبه لجنة عليا للاتفاقيات الجماعية (لتحديد الأجور على أساس متوسط تكلفة المعيشة) وقانون مصاحب يُعرف باسم "SMAG" للمهن الريفية / الزراعية. تم تصنيف SMIG ، الذي أنشأ معدلًا أساسيًا واحدًا للأجور بالساعة لمنطقة باريس والآخر لبقية البلاد، على تضخم الأسعار ولكنه ارتفع بشكل أبطأ من متوسط الأجور. تم استبداله بـ (SMIC - salaire low de croissance) في عام 1970، والذي لا يزال أساس قانون الحد الأدنى للأجور الحديث في فرنسا.
يتم تحديث الحد الأدنى الوطني للأجور (SMIC) في فرنسا من قبل الحكومة كل عام في يناير. بموجب القانون، لا يمكن أن تكون الزيادة أقل من معدل التضخم للعام السابق. في السنوات الأخيرة، كانت الزيادة أعلى بمرتين من التضخم (حوالي 5٪، مع تضخم حوالي 2٪).
في عام 2004، حصل 15٪ من السكان العاملين على الحد الأدنى للأجور. في يوليو 2006، تم تحديد الحد الأدنى للأجور في فرنسا عند 8.27 يورو في الساعة. في يوليو 2008، تم تحديده بسعر 8.71 يورو في الساعة. وبزيادة 1.3٪ في 1 يوليو 2009، أصبح سعر الساعة 8.82 يورو. في عام 2010، تمت زيادة الحد الأدنى للأجور بنسبة 0.5٪ إلى 8.86 يورو في الساعة.

### ألمانيا
دخل قانون الحد الأدنى الوطني للأجور في ألمانيا (MiLoG - Mindestlohngesetz) حيز التنفيذ في 1 يناير 2015، حيث قدم أول حد أدنى قانوني للأجور على مستوى ألمانيا بمبلغ 8.50 يورو في الساعة. ويتم تحديث مستوى الحد الأدنى للأجور في ألمانيا كل عامين من خلال عمولة الحد الأدنى للأجور وقبولها من قبل الحكومة. نظرًا لأن قانون الحد الأدنى القانوني للأجور هو انتقاص للحق الدستوري للاستقلال التعريفي الجماعي، فقد تمت مناقشة ما إذا كان الحد الأدنى للأجور يتوافق مع الدستور وإلى أي مدى.

### هونج كونج
أقر المجلس التشريعي لهونغ كونغ (LegCo) مشروع قانون الحد الأدنى للأجور في عام 2010، مما يتطلب من الرئيس التنفيذي اقتراح حد أدنى للأجور. من خلال لجنة الحد الأدنى للأجور المؤقتة التي عينتها الحكومة، تم تقديم حد أدنى للأجور يبلغ 28 دولارًا هونج كونج في الساعة وقبله في النهاية المجلس التشريعي بعد الكثير من النقاش. قبل ذلك، كان الحد الأدنى للأجور الشهري 3580 دولار هونج كونج للمساعدين المنزليين الأجانب قد تم تحديده بالفعل. في بعض المهن، مثل عمال ثني القضبان والسقالات المصنوعة من الخيزران في صناعة البناء، يتم التفاوض على الحد الأدنى للأجور اليومية بين النقابات العمالية ومنظمات أصحاب العمل. اعتبارًا من سبتمبر 2018، كان الحد الأدنى القانوني للأجور هو 37.50 دولار هونج كونج للساعة.

### الهند
الهند من بين أكثر قوانين الحد الأدنى للأجور تعقيدًا، مع أكثر من 1200 حد أدنى للأجور في جميع أنحاء البلاد، اعتمادًا على المستوى الإقليمي للقرى والبلدات والمدن ونفقاتها الفردية. على سبيل المثال، مومباي لديها الحد الأدنى للأجور 348 / يومياً بالروبية (اعتبارًا من 2017) في حين أن الحد الأدنى للأجور في ناشيك وقرى بيهار أقل بكثير. في مومباي، اعتبارًا من عام 2017، كان الحد الأدنى للأجور بالروبية هو 348 / يوم.

### أيرلندا
تم تحديد الحد الأدنى للأجور في أيرلندا عام 2000 بسعر 4.40 جنيه إسترليني (5.59 يورو) للساعة،  واعتبارًا من 1 يناير 2018، أصبح 9.55 يورو للساعة. هذا قابل للتخفيض على النحو التالي:
- 30٪ تخفيض لجميع الموظفين تحت سن 18
- تخفيض بنسبة 20٪ للموظفين الذين تزيد أعمارهم عن 18 عامًا في السنة الأولى من عملهم في أي وظيفة منذ بلوغهم 18 عامًا.
- تخفيض بنسبة 10٪ للموظفين الذين تزيد أعمارهم عن 18 عامًا في السنة الثانية من العمل في أي وظيفة منذ بلوغهم 18 عامًا.

قد يتم تخفيضها أيضًا بما يصل إلى 7.73 يورو في اليوم إذا تم توفير السكن و / أو الطعام كجزء من الوظيفة.
يحق للمتدربين (بمن فيهم من تزيد أعمارهم عن 18 عامًا) أيضًا الحصول على حد أدنى مختلف للأجور، مخفضة على النحو التالي:
- تخفيض بنسبة 25٪ للوقت خلال الثلث الأول من الدورة.
- تخفيض بنسبة 20٪ للوقت خلال الثلث الثاني من الدورة.
- 10٪ تخفيض للوقت خلال الثلث الأخير من الدورة.

كان الحد الأدنى للأجور في أيرلندا في ميزانية 2011، خامس أعلى اجر من بين ثماني دول في الاتحاد الأوروبي شملها الاستطلاع لتقرير لجنة الأجور البريطانية في عام 2010، مع إدراج المملكة المتحدة وهولندا وفرنسا وبلجيكا على أنها تتمتع بحد أدنى أعلى للأجور عند أخذ مستويات الاجور لمنظمة التعاون الاقتصادي والتنمية في الاعتبار.

### اليابان
في اليابان، يعتمد الحد الأدنى للأجور على الصناعة والمنطقة. ينطبق الحد الأدنى للأجور الصناعية على صناعات معينة وعادة ما يتم تحديده أعلى من الحد الأدنى الإقليمي.
اعتبارا من عام 2011، تتراوح أجور الحد الأدنى الإقليمية من ¥ 645 ¥ إلى 837 للساعة الواحدة لجميع العمال. اعتبارًا من مارس 2019 ، الحد الأدنى للأجور هو 874 ين لكل ساعة.

في السنة المالية 2011، تم رفع متوسط الحد الأدنى للأجور بمقدار 6 ين. في 25 يوليو 2012، قررت لجنة فرعية من مجلس الحد الأدنى المركزي للأجور التابع لوزارة الصحة والعمل والرفاهية التوصية برفعها في موعد أقصاه 7 أيام. سيؤدي هذا إلى رفع متوسط الحد الأدنى للأجور من 737 ين إلى 744 ين.
يجب دفع تكلفة التنقل والدفع الإضافي (مثل العمل في أيام الإجازات والليل والعمل الإضافي وما إلى ذلك) والمدفوعات المؤقتة (المكافآت والإكراميات وما إلى ذلك) بشكل حصري ولا يمكن استخدامها لحساب الحد الأدنى للأجور. يحدد وزير العمل  أو رئيس مكتب معايير العمل بالمحافظة الحد الأدنى للأجور بالساعة. يتم تقديم التوصيات من قبل مجلس الحد الأدنى للأجور.

### نيوزيلندا
- كانت نيوزيلندا أول دولة تطبق حدًا أدنى وطنيًا للأجور، والذي سنته حكومتها من خلال قانون التوفيق والتحكيم الصناعي لعام 1894 .[5]
- تم وصف قانون الحد الأدنى للأجور الحالي في قانون الحد الأدنى للأجور لعام 1983. نص قانون تعديل الحد الأدنى للأجور لعام 2007 على أن اجور الأشخاص الذين تتراوح أعمارهم بين 16 و 17 عامًا وأولئك الذين يخضعون للتدريب لا يمكن أن تكون أقل من 80٪ من اجور البالغين.[29]

#### تطبيق معدلات الأجور بين الجنسين
من 1 أبريل 1946 إلى 31 مارس 1977، كانت هناك معدلات حد أدنى منفصلة للأجور للرجال والنساء في نيوزيلندا. من 1 أبريل 1977، ألغت نيوزيلندا هذا الحد الأدنى للأجور بين الجنسين، وبدلاً من ذلك كان لديها حد أدنى واحد للأجور لجميع البالغين (بدون تفريق بين الجنسين).

#### تطبيق معدلات الشباب والكبار
اعتبارًا من 5 مارس 2001، تم تطبيق الحد الأدنى لاجور الشباب (المعروف الآن باسم معدل البداية) فقط على العمال الذين تتراوح أعمارهم بين 16 و 17 عامًا. من 31 مارس 1994 إلى 4 مارس 2001، تم تطبيق الحد الأدنى لاجور الشباب على العمال الذين تتراوح أعمارهم بين 16 و 17 و 18 أو 19 عامًا. قبل 31 آذار (مارس) 1994، لم يكن هناك حد أدنى للأجور للعمال دون سن العشرين. على هذا النحو، يطبق الحد الأدنى لأجور البالغين على العمال الذين تبلغ أعمارهم 18 عامًا فما فوق منذ 5 آذار / مارس 2001. قبل ذلك، كان ينطبق على العمال الذين تتراوح أعمارهم بين 20 وما فوق.

#### التصنيفات الحالية
اعتبارًا من 1 أبريل 2020،  معدلات الحد الأدنى للأجور الحالية في نيوزيلندا هي:
| مجموعة الأجور    | السعر (NZD للساعة).   |
| ---------------- | --------------------- |
| سعر الكبار [A]   | 18.90 دولارًا          |
| معدل التدريب [B] | 15.12 دولار           |
| معدل البدء [C]   | 15.12 دولار           |
| 15 سنة أو أقل    | لا يوجد حد أدنى ينطبق |

### باكستان
أوصت الحكومة الفيدرالية بالحد الأدنى للأجور الشهرية في باكستان بموجب سياسات العمل المطبقة على الصعيد الوطني والتي حددتها مجالس الحد الأدنى للأجور في المقاطعات بموجب قانون الحد الأدنى للأجور لعام 1961.
تم تقديم أول حد أدنى للأجور في باكستان في عام 1992 عندما تم تحديده عند 1500 روبية باكستانية (45 دولارًا أمريكيًا) شهريًا.
تم رفعه لاحقًا:
في عام 1996 إلى 1650 روبية باكستانية (حوالي 45.83 دولارًا أمريكيًا) شهريًا في عام 1998 إلى 1950 روبية باكستانية (40.12 دولار أمريكي تقريبًا) شهريًا  في عام 2001 إلى 2500 روبية باكستانية (40.90 دولار أمريكي تقريبًا) شهريًا  في عام 2003 إلى 3000 روبية باكستانية (حوالي 54.15 دولارًا أمريكيًا) شهريًا في عام 2004 إلى 4000 روبية باكستانية (69.32 دولارًا أمريكيًا تقريبًا) شهريًا في عام 2007 إلى 4600 روبية باكستانية (75.78 دولار أمريكي تقريبًا) شهريًا في عام 2008 إلى 6000 روبية باكستانية (85.42 دولارًا أمريكيًا تقريبًا) شهريًا في عام 2010 إلى 7000 روبية باكستانية (83.83 دولار أمريكي تقريبًا) شهريًا  في عام 2012 إلى 8000 روبية باكستانية (86.39 دولارًا أمريكيًا تقريبًا) شهريًا في عام 2013 إلى 10000 روبية باكستانية (102.56 دولار أمريكي تقريبًا) شهريًا  في 2014 إلى 12000 روبية باكستانية (124.10 دولار أمريكي تقريبًا) شهريًا 
(يتم حساب معادلات الدولار الأمريكي باستخدام متوسط سعر الصرف السنوي في السنة المعنية)

### رومانيا
يتم فرض مستويين من الحد الأدنى للأجور في رومانيا. بالنسبة لموظفي الدولة، يتم تحديد المستوى بموجب القانون عند 600 رون (حوالي 200 دولار أمريكي). بالنسبة لجميع الموظفين الآخرين، تم تحديد الأجر بـ 440 رون (~ 145 دولارًا أمريكيًا). الوظائف التي تتطلب مؤهلات الثانوية والجامعية يتم دفع أجرها على الأقل 1.5 و 2 ضعف الحد الأدنى للأجور، على التوالي. لجأت نقابات المعلمين إلى العدالة للمطالبة بنفس المعاملة ودفع الأجر وفقًا للمساومة الجماعية. وحتى نوفمبر / تشرين الثاني 2007، ربحوا ثلاث قضايا تاريخية ويتوقعون قرارات مماثلة في عشرات المحاكم الأخرى. تم اقتراح مستوى واحد موحد اعتبارًا من 1 يناير 2008 لكنه فشل.

### تايوان
ليس لدى الحكومة التايوانية حد أدنى محدد للأجور، ولكن الأجر الأساسي في قانون معايير العمل يخدم وظيفة الحد الأدنى للأجور. الأجر الأساسي المحدد شهريًا هو 22000 دولار تايواني، 140 دولارًا تايوانيًا للساعة، اعتبارًا من 1 يوليو 2018.

### المملكة المتحدة
بدأ التنظيم البلدي لمستويات الأجور في بعض المدن في عام 1524.

#### مجالس الأجور
أنشأ قانون المجالس التجارية لعام 1909 أربعة مجالس تجارية حددت الحد الأدنى للأجور التي تختلف بين الصناعات لعدد من القطاعات وحيث لم تكن المفاوضة الجماعية راسخة. تم تمديد هذا النظام بشكل كبير بعد الحرب العالمية الثانية. في عام 1945 أصبحت المجالس التجارية مجالس للأجور، والتي وضعت معايير الحد الأدنى للأجور في العديد من قطاعات الاقتصاد، بما في ذلك قطاع الخدمات وكذلك التصنيع. ألغيت مجالس الأجور أخيرًا في عام 1993،  بعد أن تدهورت بسبب معارضة نقابات العمال إلى حد كبير. اعتبر الحد الأدنى للأجور أو «الحد الأدنى للأجور» تهديدًا للنظام الطوعي للمفاوضة الجماعية المفضل في المملكة المتحدة. قامت الحكومة في البداية بمحاولة جادة لإلغاء مجالس الأجور في عام 1986، بعد أن تخلت عن التشريعات القائمة التي حاولت توسيع نطاق الاتفاقات الطوعية لتشمل تلك الشركات التي لم تشارك في المفاوضات، مثل قرارات الأجور العادلة. وقد تطلب ذلك من المتعاقدين الحكوميين دفع أجور عادلة واحترام حقوق موظفيهم في أن يكونوا أعضاء في نقابات عمالية.
بدلاً من ذلك، أصلح قانون الأجور لعام 1986 مجالس الأجور وألغى سلطة إنشاء مجالس جديدة.

#### الحد الأدنى الوطني للأجور
تم تقديم الحد الأدنى الوطني للأجور (NMW) لأول مرة من قبل حكومة العمل في 1 أبريل 1999 بمعدل 3.60 جنيه إسترليني للساعة للعمال الذين تبلغ أعمارهم 22 عامًا أو أكثر،  بعد أن وعد العمال بوضع حد أدنى للأجور في 1997 حملة الانتخابات العامة . وقالت في بيانها الانتخابي إن كل دولة صناعية حديثة قد اعتمدت بالفعل حداً أدنى للأجور.
تم تحديد هذا المعدل بعد أن أوصت لجنة الأجور المنخفضة (LPC)، وهي هيئة مستقلة عينتها الحكومة في يوليو 1997 لتقديم المشورة لها بشأن الأجور المنخفضة. تم التأكيد لاحقًا على الوضع الدائم للمجلس التشريعي المحلي وهو يواصل تقديم توصيات إلى الحكومة بشأن NMW ، والتي تم تحديثها في أكتوبر من كل عام منذ عام 2000. يتكون مجلس إدارة LPC من تسعة أعضاء - ثلاثة نقابيين وثلاثة أرباب عمل وثلاثة خبراء في علاقات سوق العمل. تجري اللجنة مشاورات كل عام لجمع الأدلة المتاحة قبل تقديم توصيات في استعراضها كل سنتين.
الحد الأدنى للأجور الحالي في المملكة المتحدة، اعتبارًا من أبريل 2019 هو 8.21 جنيه إسترليني للساعة للعمال الذين تتراوح أعمارهم بين 25 وما فوق، و 7.70 جنيه إسترليني للعمال الذين تتراوح أعمارهم بين 21 و 24 عامًا، و 6.15 جنيهًا إسترلينيًا للعمال الذين تتراوح أعمارهم بين 18 و 20 عامًا، و 4.35 جنيهًا إسترلينيًا للعمال الذين تقل أعمارهم عن 18 عامًا، و 3.90 جنيهات إسترلينية للمتدربين الذين تتراوح أعمارهم بين 16 و 18 عامًا وأولئك الذين تبلغ أعمارهم 19 عامًا أو أكثر في عامهم الأول.
قد يُعفى بعض العمال الذين يجرون تدريبًا مهنيًا أو تدريبًا معتمدًا (أي لا يعتبرون مؤهلين لتلقي NMW) لفترة زمنية معينة، والتي تختلف وفقًا لأعمارهم وطول الوقت في العمل. تشمل الفئات الأخرى من العمال المعفيين، الصيادين، رجال الدين، العاملين في القوات المسلحة، السجناء وبعض الأشخاص الذين يعملون في شركات عائلية. يمكن، في جميع الحالات، تخفيض السعر المستحق الدفع بموجب قانون العمل الوطني، حيث يتم توفير السكن للعامل.
على عكس معظم تشريعات حقوق العمل الأخرى في المملكة المتحدة، والتي تعتمد بشكل عام على الأفراد المتضررين الذين يرفعون المظالم ويقدمون المطالبات، إذا لزم الأمر، أمام المحاكم لإنفاذ هذه الحقوق، لدى NMW فرق امتثال، ملحقة بمكاتب صاحبة الجلالة للإيرادات والجمارك (HMRC) الذين سيتصرفون وفقًا لمقاربات العمال الذين يعتقدون أنهم يتقاضون أجورًا أقل من الحد الأدنى للأجور من خلال الاتصال بأصحاب العمل وزيارتهم. يمكن للعمال المتأثرين إما تقديم شكوى مباشرة إلى خط المساعدة الوطني أو طلب المشورة من وكالات أخرى مثل مكتب استشارات المواطنين المحلي أو الوحدة الاسكتلندية للأجور المنخفضة - يوصى بهذا بشكل خاص إذا كانت هناك قضايا أخرى تتعلق بحقوق العمل، حيث يمكن للجنة إدارة الموارد البشرية التعامل فقط مع استفسارات حول الحد الأدنى للأجور.

#### أجر المعيشة الوطني
اعتبارًا من 1 أبريل 2016، تم تقديم أجر المعيشة الوطني للعمال الذين تزيد أعمارهم عن 25 عامًا، وتم تنفيذه بمعدل أعلى بكثير من الحد الأدنى للأجور. كان من المتوقع أن يرتفع إلى ما لا يقل عن 9 جنيهات إسترلينية في الساعة بحلول عام 2020،  على الرغم من أن الرقم الفعلي المحدد لشهر أبريل 2020 هو 8.72 جنيهات إسترلينية.

### الولايات المتحدة الأمريكية

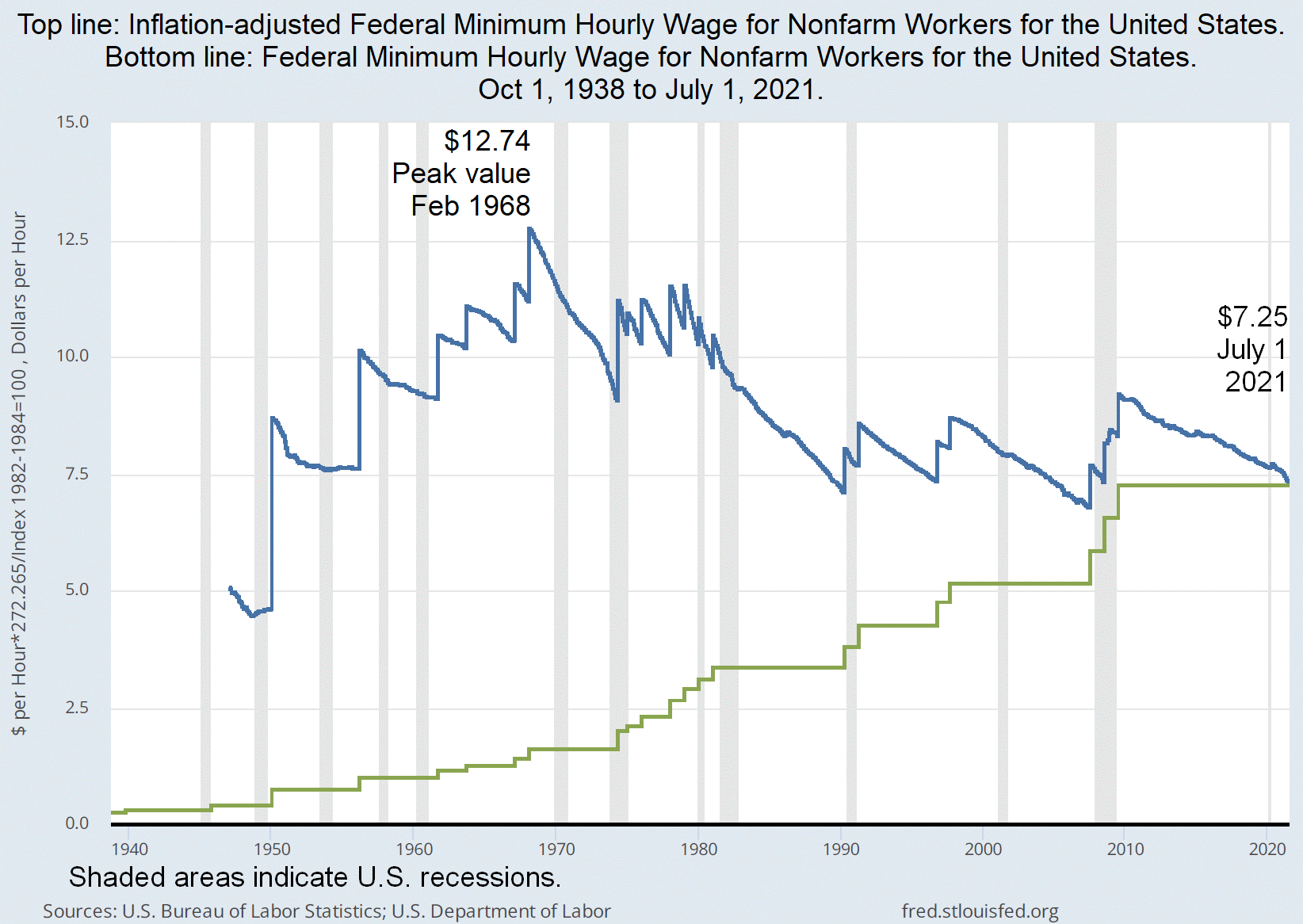
تاريخ الحد الأدنى الفيدرالي للأجور في الولايات المتحدة. الخط السفلي هو دولار اسمي. يتم تعديل السطر الأعلى حسب التضخم إلى عام 2020.

في الولايات المتحدة، تم إدخال الحد الأدنى القانوني للأجور لأول مرة على المستوى الوطني في عام 1938.
قانون الحد الأدنى العادل للأجور لعام 2007 هو القانون الفيدرالي الحالي للحد الأدنى للأجور في الولايات المتحدة. تم توقيعه ليصبح قانونًا في 25 مايو 2007. طبق القانون ثلاث زيادات على الحد الأدنى الفيدرالي للأجور - من 5.15 دولارًا للساعة إلى 5.85 دولارًا للساعة في 24 يوليو 2007، إلى 6.55 دولارًا للساعة في 24 يوليو 2008، وإلى 7.25 دولارًا للساعة في 24 يوليو 2009.
تقريبا جميع الولايات داخل الولايات المتحدة لديها قوانين الحد الأدنى للأجور. ألاباما ولويزيانا وميسيسيبي وساوث كارولينا وتينيسي هي الولايات الوحيدة التي لم تضع بعد قانونًا للحد الأدنى للأجور.
اعتبارًا من 24 يوليو 2009، يتطلب القانون الفيدرالي الأمريكي حدًا أدنى للأجور لا يقل عن 7.25 دولارًا للساعة. ما يزيد قليلاً عن 5٪ من جميع العاملين بأجر ساعة (أو ما يقرب من 1٪ من إجمالي سكان الولايات المتحدة) يكسبون أجرًا بالساعة عند أو أقل من الحد الأدنى للأجور. يوجد في واشنطن العاصمة أعلى حد أدنى للأجور في أي منطقة في الولايات المتحدة عند 14.00 دولارًا في الساعة. تتمتع واشنطن وماساتشوستس بأعلى حد أدنى للأجور في أي ولاية في الولايات المتحدة عند 12.00 دولارًا للساعة اعتبارًا من 1 يناير 2019 ؛  أوريغون لديها ثالث أعلى معدل 11.25 دولارًا في الساعة. ثم نيويورك (الولاية) وكولورادو بمبلغ 11.10 دولارًا في الساعة. أعلى معدلات الأجور في الولاية هي أريزونا وكاليفورنيا ومين بسعر 11.00 دولارًا للساعة، ثم فيرمونت بسعر 10.78 دولارًا للساعة. بالإضافة إلى قوانين الحد الأدنى للأجور الفيدرالية والولائية، يوجد في الولايات المتحدة أيضًا قوانين الحد الأدنى للأجور على مستوى المدن (15.59 دولارًا في سان فرانسيسكو).
وفقًا لمعهد السياسة الاقتصادية، كان الحد الأدنى للأجور في الولايات المتحدة سيكون 18.28 دولارًا في عام 2013 إذا كان الحد الأدنى للأجور يواكب إنتاجية العمل. للتكيف مع المعدلات المتزايدة لإنتاجية العمال في الولايات المتحدة، تم رفع الحد الأدنى للأجور إلى 22 دولارًا (أو أكثر) في الساعة.

### منظمة العمل الدولية
تصر منظمة العمل الدولية على «تحديد الحد الأدنى للأجور» بالنسبة لحقوق العمال، وقد اعتمدت اتفاقية الحد الأدنى للأجور لعام 1928 واتفاقية الحد الأدنى للأجور (الزراعة) لعام 1951 واتفاقية تحديد الحد الأدنى للأجور لعام 1970 عقب هذه الاتفاقيات السابقة.